# Rachel Hurd-Wood
Rachel Hurd-Wood (Londres, 17 de agosto de 1990) é uma atriz britânica. É quase sempre lembrada por sua interpretação como Wendy Darling, no longa Peter Pan, de 2003. Posteriormente ficou conhecida por papeis em filmes como a personagem Corrie McKenzie em Guerreiros do Amanhã (2010), Sibyl Vane em Dorian Gray (filme), Laura Richis em Perfume: The Story of a Murderer, e seu papel na televisão como Rachel Maddox em Clique (série de televisão) (2017 - presente).

## Vida Pessoal
Rachel Hurd-Wood nasceu em Londres, Inglaterra, filha de Filipe e Sarah Hurd-Wood. Ela tem duas irmãs, uma mais velha, Isabel, e uma mais nova, Hannah. Possui também um irmão mais novo, Patrick, que apareceu com ela em Peter Pan como uma das crianças que dormiam na cena "I Do Believe In Fairies". Atualmente reside em Thousand Oaks, Estados Unidos. Durante o segundo ano da escola, fez parte de um grupo teatral, chegando a participar de uma produção. Embora tenha atuado desde bem jovem, seus planos profissionais eram de se tornar bióloga. Em 17 de agosto de 2012, ficou noiva do DJ Ben Westbeech.

## Carreira
Foi a avó de Rachel quem a estimulou a  realizar o teste para atuar como Wendy Darling no longa-metragem Peter Pan, do diretor PJ Hogan, baseado na obra homônima de  JM Barrie. Após conseguir o papel foi para a Austrália para as filmagens. Seu desempenho recebeu boas críticas e foi indicado para o Saturn Awards de "Melhor Performance por um Jovem Ator ou Atriz" e também para o Young Artist Award, na categoria de "Jovem Artista". Foi indicada na categoria de "Melhor Grito" no Teen Choice Awards 2006 pelo filme An American Haunting.

### 2006 - 2011: Transição para papeis adultos
Hurd-Wood deu vida a personagem Imogen Helhoughton no filme de TV de 2004 Sherlock Holmes e O Caso da Meia de Seda. Também em 2004, ela teve um papel importante como Betsy Bell no thriller An American Haunting, contracenando com Donald Sutherland e Sissy Spacek, pelo qual foi nomeada para o Teen Choice Awards na categoria Movie - Choice Scream.
Em 2005, ela apareceu em uma adaptação do romance best-seller do escritor alemão Patrick Süskind , Perfume: The Story of a Murderer . Situado na França do século XVIII, Hurd-Wood interpretou Laura Richis , a filha de um comerciante, interpretado por Alan Rickman. Ela foi aclamada pela sua atuação sendo indicada ao prêmio de "Melhor Atriz Coadjuvante" no Prêmio Saturno.
No filme de 2008, Solomon Kane (filme)] , ela interpretou Meredith Crowthorn. No final do ano, ela atuou no filme Dorian Gray, baseado no romance de Oscar Wilde , The Picture of Dorian Gray. Ela estava no pequeno, mas importante papel da jovem atriz Sibyl Vane, por quem Gray se apaixona. Em seu primeiro papel contemporâneo, Hurd-Wood foi escalada como Corrie Mackenzie, uma das principais personagens do filme de ação e aventura australiano de 2009 Tomorrow, When the War Began , baseado no romance de John Marsden. O filme se tornou o filme de maior bilheteria naquele ano na Austrália. Hurd-Wood interpretou o personagem principal Mae-West O'Mara no filme Hideaway (filme) de 2010.  Sua performance foi bem recebida pelos críticos,final do ano, ela interpretou a versão mais jovem da personagem Isabel, interpretada por Jenny Agutter , no curta The Mapmaker.

### 2011 - presente: Papeis Televisivos e Carreira Continua
Hurd-Wood posou para o material publicitário e pôster de Volstead Putsch , uma festa boêmia subterrânea organizada pelo Triumvirate of Fez no Volstead Club de Londres em 2012.  No mesmo ano, ela posou para a Raw Riddim Records promovendo seus produtos, como cadeias , Camisetas, moletons com capuz etc. Hurd-Wood foi membro do painel internacional do júri de especialistas em "estreias europeias" no "52º Festival Internacional de Cinema de Crianças e Jovens" no Zlin Film Festival realizado de 27 de maio de 2012 a 3 de junho de 2012 em Zlin, na República Tcheca.
Ela interpretou o papel de babá no teaser de 2011 para um filme proposto, Let's Go Play at the Adams, baseado no livro de mesmo nome de Mendal Jonhson. Em seguida, ela interpretou o papel da filha do personagem Teddy, no curta It Ends Here , dirigido por seu amigo Zimon Drake.
Em 2012, Hurd-Wood interpretou o papel principal, Elisabeth James, no filme Highway to Dhampus. Em 2017 estrelou na série britânica de Drama e
Thriller psicológico dirigida por Jess Brittain,Clique (série de televisão), no papel de Rachel Maddox, a série vfai para sua 4° temporada, coma  atuação de Hurd-Wood sendo aclamada pela critica britânica.

### Cinema
| Ano  | Titulo                                            | Papel              | Notas |
| ---- | ------------------------------------------------- | ------------------ | --- |
| 2003 | Peter Pan (filme de 2003)                         | Wendy Darling      | Nomeações Young Artist Awards de melhor atriz principal em cinema Saturn Awards de melhor atuação de um jovem ator |
| 2004 | Sherlock Holmes and the Case of the Silk Stocking | Imogen Helhoughton | |
| 2005 | An American Haunting                              | Betsy Bell         | Nomeações Teen Choice Awards Movie Scream Award Movie                                                              |
| 2006 | Perfume: The Story of a Murderer                  | Laura Richis       | Nomeações Saturn Awards de melhor atriz coadjuvante em cinema                                                      |
| 2009 | Solomon Kane                                      | Meredith Crowthorn | |
| 2009 | Dorian Gray                                       | Sibyl Vane         | |
| 2010 | Tomorrow, When the War Began                      | Corrie Mackenzie   | |
| 2011 | Hideaway (filme)                                  | Mae-West O'Mara    | |
| 2011 | The Mapmaker                                      | Isabel             | |
| 2014 | Highway to Dhampus                                | Elizabeth James    | |
| 2015 | Second Origin                                     | Alba               | |
| 2019 | For Love or Money                                 | Kendra             | |

### Televisão
| Ano           | Titulo                      | Papel         | Notas           |
| ------------- | --------------------------- | ------------- | --------------- |
| 2015          | Home Fires                  | Kate Campbell | 2 episódios     |
| 2017–presente | Clique (série de televisão) | Rachel Maddox | papel Principal |